# هاموارده
هاموارده (به آلمانی: Hamwarde) یک شهر در آلمان است که در هرتسوگتوم لاونبورگ واقع شده‌است.
 هاموارده  ۷۶۴ نفر جمعیت دارد.